# Dzwola (gemeente)
De gemeente Dzwola is een landgemeente in het Poolse woiwodschap Lublin, in powiat Janowski.
De zetel van de gemeente is in Dzwola.
Op 30 juni 2004 telde de gemeente 6699 inwoners.

## Oppervlaktegegevens
In 2002 bedroeg de totale oppervlakte van gemeente Dzwola 203,1 km², waarvan:
- agrarisch gebied: 41%
- bossen: 53%

De gemeente beslaat 23,2% van de totale oppervlakte van de powiat.

## Demografie
Stand op 30 juni 2004:
| Omschrijving                   | Totaal | Totaal | Vrouwen | Vrouwen | Mannen | Mannen |
| ------------------------------ | ------ | ------ | ------- | ------- | ------ | ------ |
| eenheid                        | aantal | %      | aantal  | %       | aantal | %      |
| inwoners                       | 6699   | 100    | 3355    | 50,1    | 3344   | 49,9   |
| bevolkingsdichtheid (inw./km²) | 33     | 33     | 16,5    | 16,5    | 16,5   | 16,5   |

In 2002 bedroeg het gemiddelde inkomen per inwoner 1059,25 zł.

## Administratieve plaatsen (sołectwo)
Branew (sołectwa: Branew Ordynacka en Branew Szlachecka), Branewka, Branewka-Kolonia, Dzwola, Flisy, Kapronie, Kocudza Pierwsza, Kocudza Druga, Kocudza Trzecia, Kocudza Górna, Konstantów, Krzemień Pierwszy, Krzemień Drugi, Władysławów, Zdzisławice, Zofianka Dolna.

## Aangrenzende gemeenten
Biłgoraj, Chrzanów, Frampol, Godziszów, Goraj, Janów Lubelski